# مظاهرات سيدني 2012
في 15 أيلول/سبتمبر 2012؛ نظّم بعض السلفيون احتاجاً ضد فيلم براءة المسلمين في العاصمة الأسترالية سيدني وبالتحديد في نيوساوث ويلز. بدأت الاحتجاجات بشكل سلمي لكنها سرعان ما تحولت إلى مواجهات عنيفة بين الشرطة والمتظاهرين بعدما وصلوا حد القنصلية العامة الأمريكية. نتيجة الاشتباكات؛ أُصيب ستة من ضباط الشرطة مقابل 19 في صفوف المتظاهرين بجروح مُتفاوتة الخطورة. تمّ إدانة العنف الذي مارسته الشرطة ضد المتظاهرين بما في ذلك من مجموعة من القادة السياسيين بمن فيهم رئيسة الوزراء جوليا جيلارد.

## الاحتجاجات

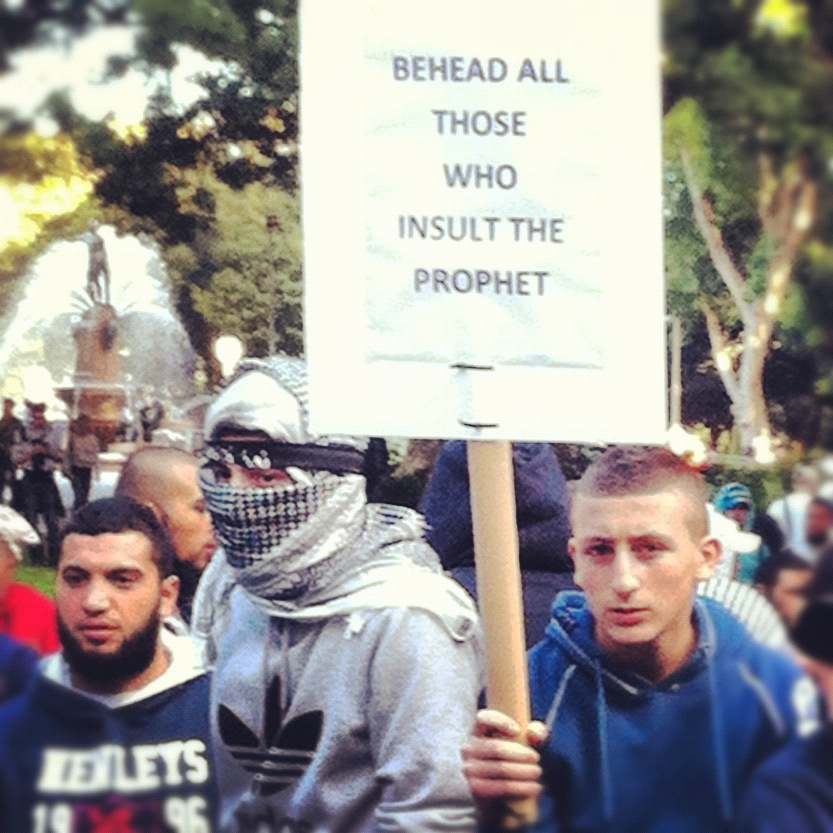
متظاهر أسترالي يحمل لافتة كَتَب عليها "يجب قطع رؤوس كل الذين يُهينون النبي".

بدأت الاحتجاجات في حوالي منتصف النهار؛ حيث تجمّع ما يقرب من 100 شخص في مبنى تاون هول بالعاصمة سيدني وذلك استعداداً لتنظيم مسيرة على طول شارع جورج حتى شارع مارتن الذي تقع فيه القنصلية الأمريكية. بدأ الصراع بين المتظاهرين والشرطة حينَما حاول المتظاهرون اقتحام القنصلية الأمريكية؛ هذا الأمر دفع بالشرطة إلى استخدام رذاذ الفلفل من أجل منع المحتجين من دخول القنصلية. وفقا لأحد المتظاهرين؛ فقد تفاقم عدد الحشد بسرعة خاصة أن العديد منهم جلب معه أطفاله.

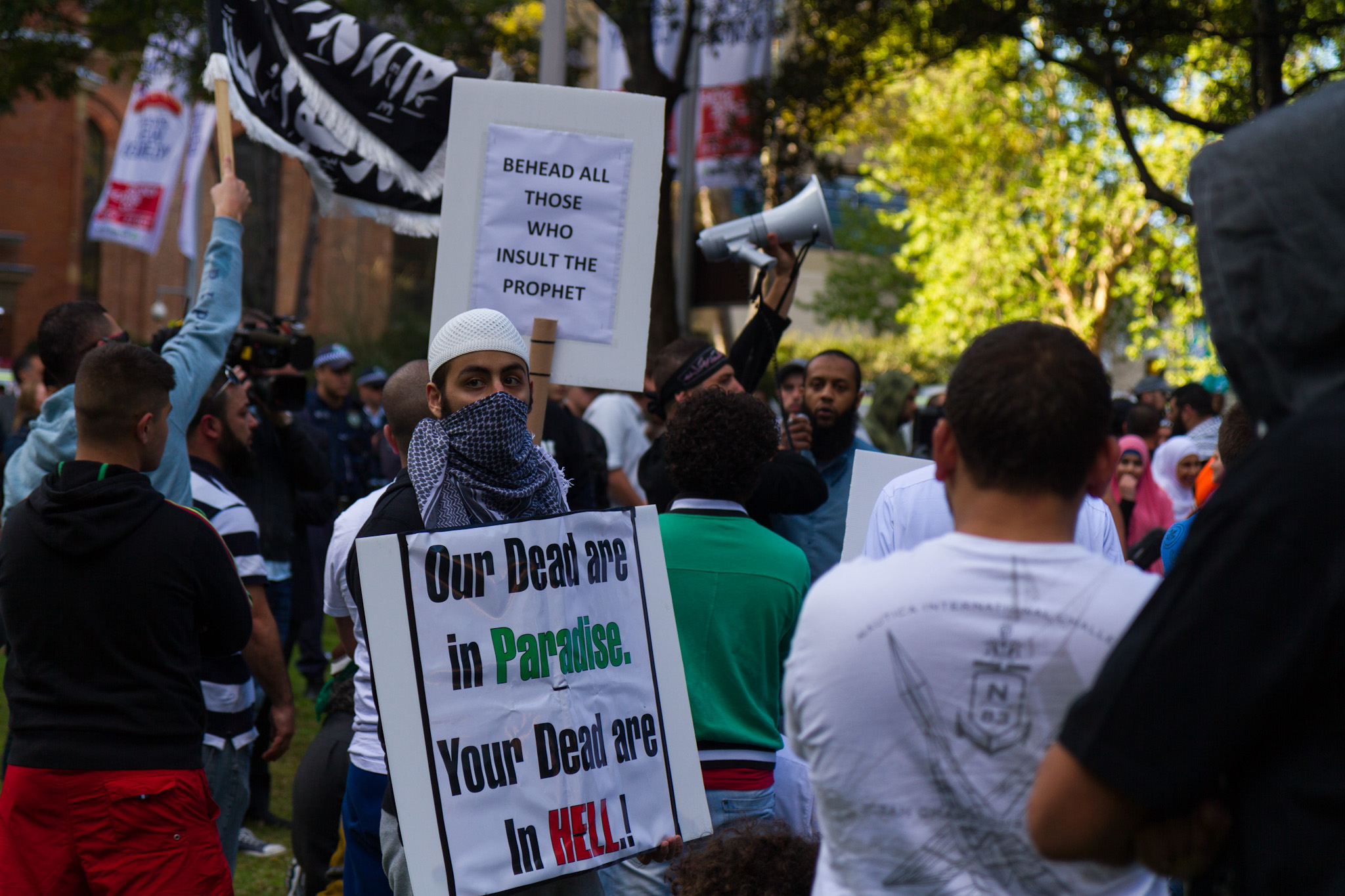
جانب من الاحتجاجات في سيدني

انتقل الحشد إلى حديقة هايد بارك حيث تجمعَ هناك حوالي 300 شخص ثم اندلعت اشتباكات بينهم وبين الشرطة التي استعملت رذاذ الفلفل مُجددًا من أجل قمع المتظاهرين الذين ألقوا في بعض الأحيان زجاجات صغيرة ومتوسطة الحجم على عناصر الشرطة. هتف المتظاهرون عبارات مثل «لتسقط الولايات المتحدة» فيمَا حمل بعضهم لافتات يُهدّدون فيها «بقطع رؤوس كل الذين يُهينون النبي محمد» كما رفعوا لافتات أخرى مكتوب عليها «موتانا في الجنة، موتاكم في جنهم» بالإضافة إلى شعار «الشريعة ستهيمن على العالم» و«أوباما أوباما... نحن نحب أسامة». تطوّرت الاشتباكات في وقت لاحق بعدما ألقى المتظاهرون زجاجات وقناني على قوات الشرطة التي ردت باستخدام رذاذ الفلفل الحلو والحار معاً. أُصيب خلال هذه الاضطرابات ستة من ضباط الشرطة؛ اثنان منهم تم نقلهم إلى المستشفى.

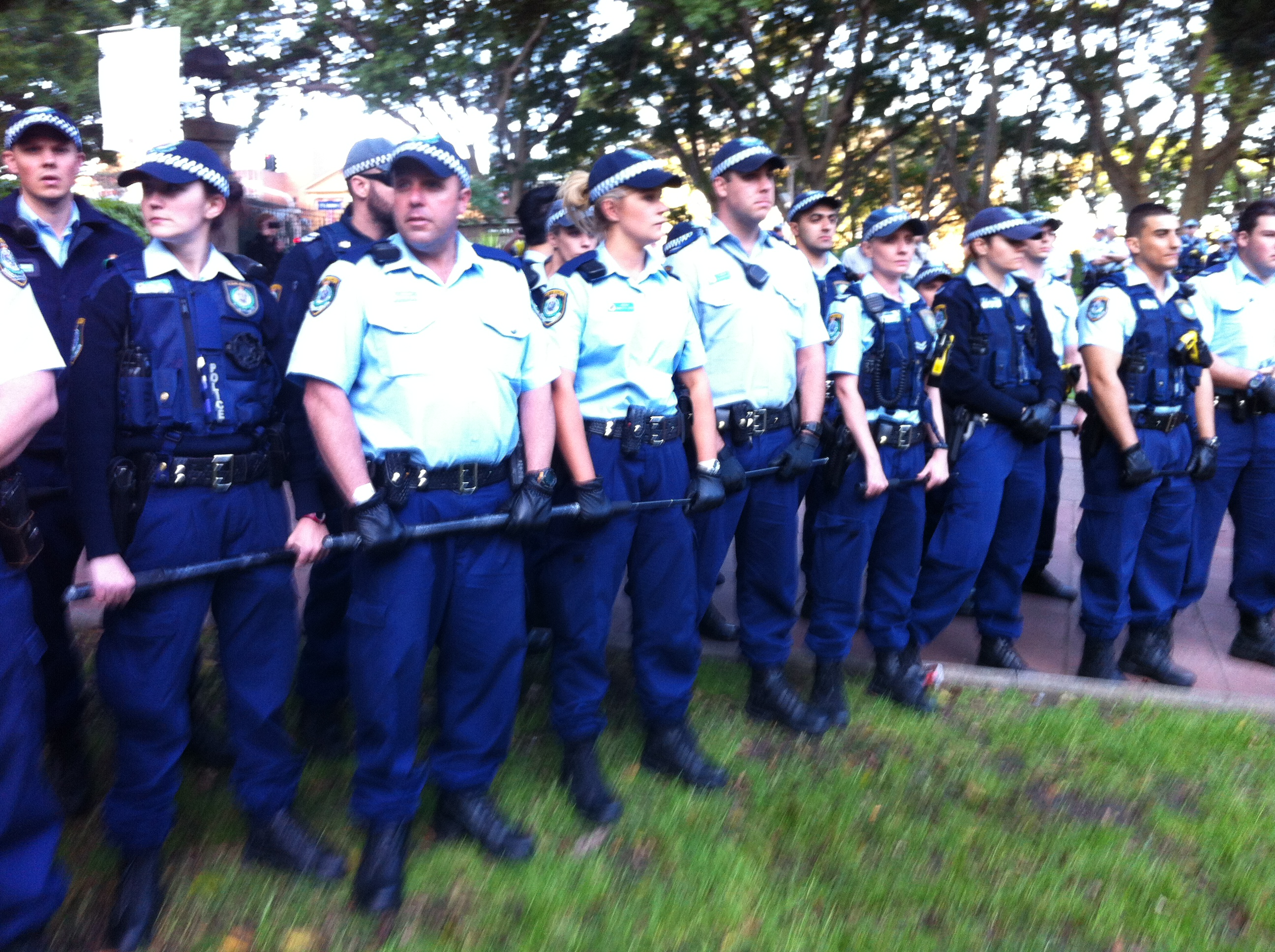
طوق أمني من الشرطة في هايد بارك.

تنقلت الحشود إلى هايد بارك بالقرب من سانت جيمس، هناك تجمع عناصر مكافحة الشغب مجهزين بالهراوات ودروع مكافحة الشغب. استمر المحتجين في رمي الحجارة والعصي والزجاجات على الشرطة؛ في المقابل قامت قوات مكافحة الشغب بشنّ هجوم عنيف على المتظاهرين وطردتهم من شارع ويليام نحو كينج روس. نتجية هذا الهجوم؛ انفصل الحشد لكنه سرعان ما عاد للتجمع في الشوارع الخلفية بعد مطاردة الشرطة لهم.

## الاعتقال والتحقيق
أُلقي القبض على تسعة رجال، واستمرت الشرطة في التحقيق من خلال استخدام الصور التي نشرتها شبكات الأخبار للتعرف على الأشخاص الذين شاركوا في الاحتجاج؛ مشيرة في الوقت ذاته إلى أن ليس كل من صورته الكاميرا قد ارتكبَ «جريمة» ولكنهُ قد يُساعد في التعرّف على من ارتكب «أعمال العنف». نشرت قوات مكافحة الإرهاب بيانا رسميا لها ذكرت فيه بأن عددا من الرجال سيتم إدانتهم جنائيا على الرغم من عدم ارتباطهم بجماعات «إرهابية». أُدين مواطن أسترالي مسلم يُدعى محمد عيسى بتهمة الشغب والاعتداء على رجال الشرطة. بعد خسارته الاستئناف حُكم عليه بالسجن في نيسان/أبريل 2014، كما حُكم على آخرين بالسجن مع وقف التنفيذ بتهمة الشجار والمقاومة أثناء الاعتقال،  فضلا عن إجبارهم على دفع غرامات والتوقيع على محاضر من أجل الالتزام «بالسلوك الجيد».

## التغطية الإعلامية
ذكرت العديد من وكالات الأنباء الأسترالية أن المتظاهرين كانوا يحملون الرايات السود وحللوها على أساس أنهم مُتعاطفين مع تنظيم القاعدة الذي صُنّف كإرهابي لدى العديد من الدول. ذكرت صحيفة أخرى نقلا عن زعيم لم تكشف اسمه أن بعض المتظاهرين قد ضُغط عليهم من أجل المشاركة في الاحتجاجات من قِبل مجموعة تُعرفُ باسم «الركن السادس» في إشارة إلى أركان الإسلام الخمسة ثم «ركن» الجهاد الذي ادعت المجموعة أنه الركن السادس للإسلام.

## ردود الفعل

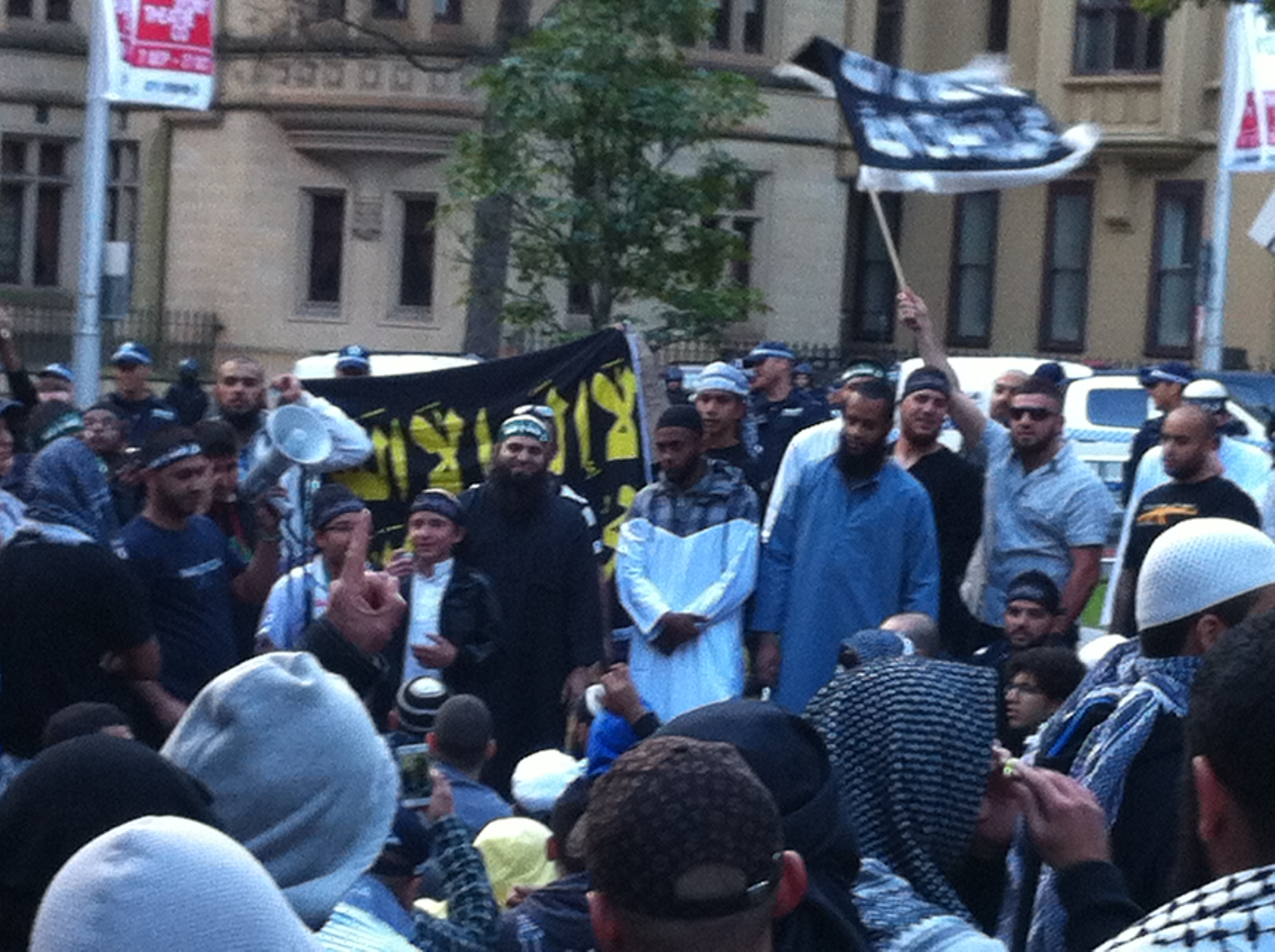
احتجاجات المتظاهرين في حديقة هايد بارك.

أدانت رئيسة الوزراء الأسترالية جوليا جيلارد العنف خلال التظاهرات قائلة: «الاحتجاج العنيف غير مقبول أبدا - لا اليوم ولا في أي وقت مضى.» أما رئيس وزراء نيو ساوث ويلز باري أوفاريل فقد أدان العنف ووعد بمحاسبة المسؤولين كما عبّر عن سعادته بسبب البيانات القوية التي أصدرها القادة والعلماء المسلمين. في حين أدان زعيم المعارضة توني أبوت استخدام العنف وطالب الجناة بتسيلم نفسهم من أجل المحاكمة.
التقى قادة 25 من المنظمات الإسلامية يوم الاثنين وأكدوا -في ردة فعل غريبة حسب الشعوب المسلمة في معظم دول العالم- أن الاحتجاجات على الفيلم «غير مقبولة من الناحية الإسلامية» خاصة أنّ تلك التظاهرات لم تكن سلمية. أمّا مجلس أئمة فيكتوريا فقد اجتمع في 17 أيلول/سبتمبر لمناقشة استراتيجيات لمنع الشغب في ملبورن، كما أكد رئيس مجلس الأئمة الوطني الأسترالي على أهمية التعليم الصحيح لجيل الشباب. خلصَ مجلس أئمة فيكتوريا إلى أنه يجب نشر رسالة سلام في جميع أنحاء أستراليا يوم الجمعة 21 أيلول/سبتمبر مع حث الآباء أطفالهم على البقاء في المنزل بعد صلاة الجمعة، كما حث الشيخ عازم جميع الشباب المسلمين في أستراليا إلى تذكر أنهم أستراليين أولا وأن المرافق مثل المدارس والمستشفيات ويجب الحفاظ عليها وتنجب إثارة الشغب داخلها.